# Atlanta Dream
Atlanta Dream – kobiecy klub koszykarski z siedzibą w Atlancie, w stanie Georgia, grający w lidze WNBA. Drużyna dołączyła do ligi przed sezonem 2008.

## Wyniki sezon po sezonie
| Sezon           | Zespół          | Konferencja     | Konferencja     | Sezon regularny | Sezon regularny | Sezon regularny | Rezultaty Play-off | Trener                               |
| Sezon           | Zespół          | Konferencja     | Konferencja     | W               | P               | %               | Rezultaty Play-off | Trener                               |
| --------------- | --------------- | --------------- | --------------- | --------------- | --------------- | --------------- | --- | ------------------------------------ |
| Atlanta Dream   |                 |                 |                 |                 |                 |                 | |                                      |
| 2008            | 2008            | Wschodnia       | 7               | 4               | 30              | 11,8            | brak kwalifikacji | Marynell Meadors                     |
| 2009            | 2009            | Wschodnia       | 2               | 18              | 16              | 52,9            | Przegrana w półfinale konferencji (Detroit, 0–2)                                                                                        | Marynell Meadors                     |
| 2010            | 2010            | Wschodnia       | 4               | 19              | 15              | 55,9            | Wygrana w półfinale konferencji (Washington, 2–0) Wygrana w finale konferencji (New York, 2–0) Przegrana w finale WNBA (Seattle, 0–3)   | Marynell Meadors                     |
| 2011            | 2011            | Wschodnia       | 3               | 20              | 14              | 58,8            | Wygrana w półfinale konferencji (Connecticut, 2–0) Wygrana w finale konferencji (Indiana, 2–1) Przegrana w finale WNBA (Minnesota, 0–3) | Marynell Meadors                     |
| 2012            | 2012            | Wschodnia       | 3               | 19              | 15              | 55,9            | Przegrana w półfinale konferencji (Indiana, 1–2)                                                                                        | M. Meadors (12–12) F. Williams (7–3) |
| 2013            | 2013            | Wschodnia       | 2               | 17              | 17              | 50              | Wygrana w półfinale konferencji (Washington, 2–1) Wygrana w finale konferencji (Indiana, 2–0) Przegrana w finale WNBA (Minnesota, 0–3)  | Fred Williams                        |
| 2014            | 2014            | Wschodnia       | 1               | 19              | 15              | 55,9            | Przegrana w półfinale konferencji (Chicago, 1–2)                                                                                        | Michael Cooper                       |
| 2015            | 2015            | Wschodnia       | 5               | 15              | 19              | 44,1            | brak kwalifikacji | Michael Cooper                       |
| 2016            | 2016            | Wschodnia       | 4               | 17              | 17              | 50              | Wygrana w I rundzie (Seattle, 1–0) Przegrana w II rundzie (Chicago, 0–1)                                                                | Michael Cooper                       |
| Sezon regularny | Sezon regularny | Sezon regularny | Sezon regularny | 148             | 158             | 48,4            | 3 mistrzostwa konferencji | 3 mistrzostwa konferencji            |
| Play-off        | Play-off        | Play-off        | Play-off        | 15              | 18              | 45,5            | 0 mistrzostw WNBA | 0 mistrzostw WNBA                    |

## Uczestniczki spotkań gwiazd
- 2008: nie rozegrano
- 2009: Érika de Souza, Sancho Lyttle
- 2010: Izi Castro Marques, Sancho Lyttle, Angel McCoughtry
- 2011: Angel McCoughtry
- 2012: nie rozegrano
- 2013: Angel McCoughtry, Érika de Souza
- 2014: Angel McCoughtry, Érika de Souza, Shoni Schimmel
- 2015: Angel McCoughtry, Shoni Schimmel
- 2016: nie rozegrano

## Olimpijki
- 2012: Angel McCoughtry , Érika de Souza

## Nagrody i wyróżnienia
- 2009 Debiutantka Roku: Angel McCoughtry
- 2009 Trenerka Roku: Marynell Meadors
- 2009 All-Defensive Second Team: Angel McCoughtry
- 2009 All-Rookie Team: Angel McCoughtry
- 2010 All-WNBA First Team: Angel McCoughtry
- 2010 All-Defensive First Team: Angel McCoughtry
- 2010 All-Defensive Second Team: Sancho Lyttle
- 2011 All-WNBA First Team: Angel McCoughtry
- 2011 All-Defensive First Team: Angel McCoughtry
- 2011 All-Defensive Second Team: Sancho Lyttle and Armintie Price
- 2012 Liderka strzelczyń WNBA: Angel McCoughtry
- 2012 All-Defensive First Team: Sancho Lyttle
- 2012 All-Defensive Second Team: Armintie Price
- 2012 All-Rookie Team: Tiffany Hayes
- 2013 All-WNBA Second Team: Angel McCoughtry
- 2013 All-Defensive First Team: Angel McCoughtry and Armintie Price
- 2013 All-Rookie Team: Alex Bentley
- 2014 MVP WNBA All-Star Game: Shoni Schimmel
- 2014 All-Defensive First Team: Angel McCoughtry and Sancho Lyttle
- 2014 All-WNBA Second Team: Angel McCoughtry
- 2015 All-Defensive First Team: Angel McCoughtry
- 2015 All-Defensive Second Team: Sancho Lyttle
- 2015 Kim Perrot Sportsmanship Award: DeLisha Milton-Jones
- 2015 All-WNBA First Team: Angel McCoughtry

## Wybory w drafcie
- 2008 Expansion Draft: Carla Thomas, Érika de Souza, Katie Feenstra, Roneeka Hodges, Ann Strother, LaToya Thomas, Kristen Mann, Ann Wauters, Jennifer Lacy, Kristin Haynie, Chantelle Anderson, Betty Lennox, Jelena Leuczanka
- 2008: Tamera Young (8), Morenike Atunrase (24), Danielle Hood (32)
- 2009 Houston Dispersal Draft: Sancho Lyttle (1)
- 2009: Angel McCoughtry (1), Shalee Lehning (25), Jessica Morrow (27)
- 2010 Sacramento Dispersal Draft: wybór zwolniony
- 2010: Chanel Mokango (9), Brigitte Ardossi (21), Brittainey Raven (33)
- 2011: Ta'Shia Phillips (8), Rachel Jarry (18), Kelsey Bolte (32)
- 2012: Tiffany Hayes (14), Isabelle Yacoubou (32, nie spełniła wymogów)
- 2013: Alex Bentley (13), Anne Marie Armstrong (31)
- 2014: Shoni Schimmel (8), Inga Orekhova (18), Cassie Harberts (20)
- 2015: Samantha Logic (10), Ariel Massengale (29), Lauren Okafor (34)

## Statystyki
| Sezon | Indywidualne             | Indywidualne      | Indywidualne        | Zespół vs Przeciwnik | Zespół vs Przeciwnik | Zespół vs Przeciwnik |
| Sezon | PPG                      | RPG               | APG                 | PPG                  | RPG                  | FG%                  |
| ----- | ------------------------ | ----------------- | ------------------- | -------------------- | -------------------- | -------------------- |
| 2008  | B. Lennox (17,5)         | E. de Souza (6,6) | I. Latta (3,6)      | 74,5 vs 84,7         | 31,7 vs 37,2         | 39,6 vs 45           |
| 2009  | I. Castro Marques (14,4) | E. de Souza (9,1) | S. Lehning (3,7)    | 84,1 vs 82,3         | 37 vs 34,5           | 44,9 vs 42,1         |
| 2010  | A. McCoughtry (21,1)     | S. Lyttle (9,9)   | S. Lehning (4,8)    | 85,4 vs 83,1         | 38,8 vs 34,1         | 44,4 vs 43,5         |
| 2011  | A. McCoughtry (21,6)     | E. de Souza (7,5) | L. Harding (4,8)    | 82,5 vs 80,8         | 36,1 vs 34,6         | 44,6 vs 43,1         |
| 2012  | A. McCoughtry (21,4)     | E. de Souza (8,2) | L. Harding (4,5)    | 78,6 vs 75,8         | 34,8 vs 34,5         | 43,4 vs 41,5         |
| 2013  | A. McCoughtry (21,5)     | E. de Souza (9,9) | A. McCoughtry (4,4) | 76,9 vs 75,4         | 35,6 vs 35,7         | 42,3 vs 42           |
| 2014  | A. McCoughtry (18,5)     | S. Lyttle (9)     | C. Dumerc (4)       | 80,6 vs 78,6         | 37,7 vs 34,3         | 43,3 vs 42,9         |
| 2015  | A. McCoughtry (20,1)     | S. Lyttle (8,3)   | S. Schimmel (3,2)   | 77,8 vs 79,8         | 34,6 vs 32,1         | 41,1 vs 43,6         |

## Sztab trenerski i zarządzający

### Właściciele
- Ron Terwilliger (2008–2009)
- Kathy Betty (2010)
- Dream Too LLC, composed of Mary Brock and Kelly Loeffler (od 2011)

### Kierownictwo
- CEO – Peter J. Canalichio (od 2012)

### Trenerzy
| Trener           | Początek          | Koniec               | Sezony | Sezon regularny | Sezon regularny | Sezon regularny | Sezon regularny | Play-offs | Play-offs | Play-offs | Play-offs |
| Trener           | Początek          | Koniec               | Sezony | W               | P               | %               | Gry             | W         | P         | %         | Gry       |
| ---------------- | ----------------- | -------------------- | ------ | --------------- | --------------- | --------------- | --------------- | --------- | --------- | --------- | --------- |
| Marynell Meadors | 27 listopada 2007 | 27 sierpnia 2012     | 5      | 73              | 87              | 45,6            | 160             | 8         | 9         | 47,1      | 17        |
| Fred Williams    | 27 sierpnia 2012  | 18 października 2013 | 2      | 24              | 20              | 54,5            | 44              | 5         | 6         | 45,5      | 11        |
| Michael Cooper   | 21 listopada 2013 | obecnie              | 2      | 34              | 34              | 50              | 68              | 1         | 2         | 33,3      | 3         |

### Generalni menadżerowie
- Marynell Meadors (2008–2012)
- Fred Williams (2012–2013)
- Angela Taylor (od 2014)

### Asystenci trenerów
- Katy Steding (2008)
- Fred Williams (2008–2012)
- Sue Panek (2008–2011)
- Carol Ross (2009–2011)
- Joe Ciampi (2012–2013)
- Julie Plank (2013)
- Teresa Edwards (2014)
- Karleen Thompson (od 2014)
- Tellis Frank (od 2015)